# 神戸在住
『神戸在住』（こうべざいじゅう）は、木村紺による日本の漫画作品。『月刊アフタヌーン』（講談社）にて、1998年6月号から2006年5月号（3月25日発売）まで連載された。全10巻。欧文タイトルは「from KOBE」。木村は本作品により、第31回日本漫画家協会賞新人賞を受賞した。2015年、サンテレビジョン制作によりテレビドラマおよび映画化された。
東京出身で神戸の北野にある神戸中央大学校〔ママ〕（モデルは神戸山手大学・短期大学）に通う主人公の女子、辰木桂の大学生活を中心に、彼女とその周りを取り巻く人間模様がほぼ一話完結のエッセイ風に描かれている。タイトル通り、神戸近辺を舞台にしているため、特に阪神・淡路大震災の話が度々描かれている。また国際都市神戸としての多様性を象徴するように多様な背景を持った人々が登場する。出会いと別れ、死、地域性や人種・民族、病苦や障害などに焦点を当てたストーリーが特徴的である。

## 解説

### 形式と作中の時間経過
主人公の一人称で描かれる形式の漫画で、主人公の内面描写に富む。コマ外の自筆による地の文によってコマの説明やその時の主人公の心理描写が入るためやや文字中心の漫画になっている。また、定規を使わないコマ割の独特さ、トーンやベタをあまり使わず、線の数や太さで陰影をつける繊細な画法が特徴的である。一話単位での時間の流れ方は緩やかであるが、全体を通した時間の流れ方は、第1巻（1999年8月発売）時点で大学2回生で、第5巻（2003年4月発売）の途中（第42話）から第7巻（2005年2月発売）までが3回生、第8巻（2006年2月発売）から4回生であることを考えれば、実際の時間の経過と比べても大きくずれてはいない。ただ、作中での時間経過は徐々に速くなっている。また、主人公の友人・和歌子の被災（第8話）が高校2年の1月と推測できることから、主人公らの在学期間は1996年4月 - 2000年3月と考えられるが、連載の長期化に従い、物語終盤では「携帯電話に恋人の画像」という程度に、作中の時間と現実の時間の経過のギャップが修正されている（1995年当時は大学生でもポケベルの使用が主流であり、携帯電話や写メールの普及は数年先の話である）。
どちらかというと少女漫画の形式に近いが、少女漫画特有の青臭さはない。大人の叙情性をそなえた世界観が魅力である。季節の移りかわりや風物を題材とすることも少なくない。

### 神戸紹介の側面
本作品は主人公と周りの人間関係の描写が物語の主軸であるが、神戸という街の紹介という一面も持っている。登場人物が通う大学などの施設は架空のものだが、主人公が歩く街並みや立ち寄る店、神戸ハーバーランドや神戸MOSAIC、神戸市立王子動物園など大部分の施設は実在するものであるため、近年の神戸の雰囲気を本作品からうかがい知ることができる。また、単行本中には、登場した建物等を簡単に紹介している「コラム 小神戸」と題したコーナーもあり、神戸紹介の面を補足している。
作中では実在の施設と架空の施設が入り乱れて描かれているため、作中の架空の施設を実際に探すファンもいる。

### 震災体験の描写
作者自身も神戸で被災しており、また舞台を現代の神戸に設定していることからも、作中でも阪神・淡路大震災について、度々触れられている。しかし、1995年の時点で高校生だった主人公、辰木桂はまだ神戸に引っ越す前で阪神・淡路大震災を直接経験していないという設定のため、作中での震災の話は、桂が被害の爪痕を見ることか、直接体験した桂の友人、金城和歌子とその恋人、林浩の2人が中心となって体験談を語る形で描かれている。
震災の話は第1話から少し触れられていて、友人、鈴木タカ美が地震で揺れた部屋でフラッシュバック体験をするエピソードで桂は震災を体験していない自分が取り残されたような気分になっている。第7、8話では金城和歌子の、第23 - 25話では林浩の震災体験（及びボランティア体験）が描かれている。第40話でも和歌子と林の住んでいた仮設住宅からの引越及び成人式での黙祷が描かれている。この仮設住宅は第2話から登場していたが、ここから退去したことで震災の話は一区切りがついた形になっている。

### 「ことば」へのこだわり
登場人物たちの話す言葉は、作者の強いこだわりをもって描かれている。舞台である神戸を中心とする関西圏の言葉の差異をはじめとして様々な方言が書き分けられるほか、同じ東京出身の人物でも、辰木家や友田は一般的な共通語、大棚教授は江戸言葉、桂の高校時代の友人はくだけた首都圏方言と少しずつ異なる。英語、中国語、フランス語などが使われることもある。第45話「喋り言葉のことを色々と。」ではそのこだわりを物語の中心に据えている。また単行本各巻の冒頭には、「ようこそ神戸へ!」を意味する世界各地の言葉をレイアウトしたカットが挿入されている。

## おもな登場人物

### 桂とその周辺
辰木 桂（たつき かつら）
本作の主人公。2月8日生まれ。神戸の大学の文学部美術科課程に通う大学生。もともと東京出身だが、大学入学前に家族で神戸に引っ越してきた。長田区に住む。美術科進学を決めたのは、高校時代に出会った日和洋次の作品「月を見ている猫」に影響を受けてのことで、神戸に来てからは日和のアトリエ兼ショップを訪ね、以来、親交を結ぶ。優しい性格で、涙もろく夢を語る人には弱い。また、普段から大人しく、周りに押されるままに行動するエピソードも多い。ボーイッシュな体型を気にしてか、あまりスカートをはかない。高校時代はロングヘアだったが、大学進学後はショートヘアにしている。本とビートルズなど古めの洋楽が好き。携帯電話は持っていない。大学入学は第8話の和歌子と林浩のエピソードからは1996年4月、第5話の明石海峡大橋が開通した1998年4月には2回生になっている。大学卒業後、伊川谷カンパニーというミニコミ誌の出版などを手がける会社に就職の予定。またその傍らで幼時以来となる生け花を始める。
金城 和歌子（かなぎ わかこ）
桂にとって大学で最初の友人。神戸市中央区出身。英文科に通う。普段から泉海洋子と桂の三人で遊ぶことが多い。西灘高校時代に震災を直接体験し、その時林浩と出会う。その後大学で再会して付き合うようになり、第1話の時点ではひよどり台の仮設住宅にて、既に同棲している。林浩とは一旦関係が破綻しかけるも、めでたく婚約。やきもち焼きな性格でもあり、林浩が地元で女友達と再会している間はずっと落ち込んでいた。大学卒業後、輸入雑貨のショップに就職の予定。
泉海 洋子（いずみ ひろこ）
和歌子と共に普段から遊んでいる友人。英文科に通う。身長175cm、赤いベリーショートヘアと青い瞳のカラーコンタクトがトレードマーク（2回生～パリ留学時）。姫路出身で、実家は和菓子製造業。高校時代から、学生のかたわらモデルの仕事をしており、1回生で大学のミスキャンパスに選ばれた。海外での活躍を目指しており、そのためにパリに短期留学する。帰国後、大学卒業を先延ばしにしてミラノ留学を計画。さらなるモデル修行に励む。ペットにコリー犬を飼っており、名前をリップという。
林 浩（リン ハオ）
金城和歌子の恋人。桂たちと同じ大学の大学院に通う（第1話では4回生だが、第11話で博士課程1年生に変更。第25話の震災時には既に大学院生）。社会人類学を専攻。震災ボランティアを経験し、その時和歌子と出会う。
香港生まれ、高知育ちの中国系日本人2世。両親は帰化している。実家はパチンコ屋。語学に堪能で日・中・英・仏語を話す。
日和 洋次（ひなた ようじ）
イラストレーター。元町高架下でアトリエ兼ショップ「FREEDOM」を経営している。若い頃に交通事故にあった後遺症のため足が不自由（車椅子に乗っている）で左目が義眼であるほか、24歳より腎臓疾患を抱え人工透析を受けていた。本人も余命が長くないことを自覚していたとはいえ、32歳の若さで心不全により急逝する。
桂が美術科への進学を決意したきっかけとなったのが日和の作品であったこと、死の直前に日和の身体が変調をきたす場面に居合わせながら対応しきれなかったことから、その死は桂にとって大きな衝撃となり、一時は心に大きな傷を負うものの、周囲との関わり合いの中で回復していく。
小西さん（こにしさん）
喫茶店「キネマ」のマスター。同性愛者であり、元オペラ歌手という経歴を持つとてもミステリアスな人。店名からか、店内では常に映画が上映している（TVのみ）。辰木の友人、和歌子に「桂の秘密のオジサマ」と称される。南米に恋人がいたが、周囲の反対により引き離される。店内改装を機に南米に行ったのは昔の恋人を一目見たかったからだと推測される。

### 辰木家の人々
辰木 晴君（たつき はるきみ）
桂の弟。生意気な性格であり、桂にはよく憎まれ口を叩く。幼少は病弱で、現在も喘息の持病がある。そのため、幼い頃は両親の視線が桂にいくことが少なく、桂は必然的にお祖母ちゃん子になった。東京の中学および高校時代（のち中退）はサッカーをしていた。神戸で約1年のフリーター勤めの後、2つの調理師専門学校を卒業し、フランス料理店で働く。
辰木 すゑ（たつき すえ）
桂の祖母。夫（桂の祖父）は早くに他界し、自宅で生け花の教室を開いていた。桂とさなえの生け花の師匠でもある。病弱な弟に両親がかかり切りだったこともあって、幼い頃の桂はもっぱら祖母に甘えていた。すゑもまた、桂を可愛がっていたが甘やかすことはなく、幼少の桂が嘘をついた際には厳格な態度を示した。桂が生まれるとき、晴一に相談されて「桂」という名前（男なら「けい」、女なら「かつら」）を勧めた。桂が小学校2年のときに心不全で死去する。
生け花の師匠、と聞くと和服しか着ないイメージがある（桂もそのイメージの記憶しかなかった）が、さなえによると2、3日おきに洋服を着ていたという。
辰木 晴一（たつき せいいち）
桂の父。建築内装関係の仕事をしている。桂の音楽趣味は、父の影響によるところが大きいという。ビートルズやカントリーが好み。妻のさなえとはお見合い結婚だが、まるで恋愛結婚のように仲が良い、と周りには評されている。
辰木 さなえ（たつき さなえ）
桂の母。桂によれば「飽きやすいのに執念深い困った性格」の持ち主。細かなことにまでいちいち言わずにはおれないため、家族を困らせることも。カントリー趣味の、やや変わった買い物感覚があり、和風主体の辰木家のなかではいささか奇抜すぎると評される。温泉旅行が趣味。

### 英語文化研究室
名目は研究室だが、実際は英語文化研究部という文化系サークルの部室で、桂が放課後などよく遊びに行く。ただしサークルとしての活動は、大学祭に模擬店を出店したことを除いて描写されたことがなく、専ら「コーヒー愛好会」のような感じになっている。この部屋に来たら、何をするにもコーヒーから始まるのが定番になっているあたりからもそれは良く解る。
鈴木 タカ美（すずき タカみ）
同じ美術科に所属する友人。大阪府豊中市出身。普段から明るくて周りのムードメーカー的存在。だが、時としてその性格が裏目に出てしまうこともある。父が借金を作り蒸発したため、引越を繰り返していた。絵画の才能に恵まれ、卒業制作は大賞を受賞する。その一方で漫画も執筆し、漫画コンクールでも入賞する実力の持ち主（ちなみに『なかよし』に投稿していた）。大学卒業後は漫画家を目指す。
小池 順（こいけ じゅん）
英文科。奈良県出身。第1話から登場するにもかかわらず下の名前が不明であったが最終話で判明。いつも野間と研究室でトランプに興じている。ノリと人当たりが良く、桂を英語文化研究室に誘った張本人。おちゃらけているようで後輩の面倒見もいい大人な面を持っている。桂の弟、晴君とも親しい。
野間 誠一郎（のま せいいちろう）
英文科。和歌山県出身。小池と同じく、第1話から登場するにもかかわらず、下の名前が不明であったが、最終話で判明。大柄だが、威張った感がなく優しい。実家は白浜にある大きな旅館（白浜玉宮閣）で、一人っ子であることもあって、跡を継ぐことが決まっている。高校時代野球部に所属し、現在でもスポーツを趣味としている。桂の弟、晴君とも親しい。
友田 文理（ともだ あやり）
物理課程の大学院に在籍。桂と同じく東京出身。英語文化研究室のお姉さん的存在。
大棚教授（おおだなきょうじゅ）
英語文化研究室の顧問。近代アメリカ文学概論担当。神戸在住ではあるが、東京都神田出身。その風体、雰囲気、語り口（時折見せる「べらんめぇ」節）が、江戸っ子のもので下町風情を醸し出している。
渡月くん（わたつきくん）
国文科。神戸市出身。友田さん目当てで研究室に来る。小池、野間と同学年。
上原 千代子（ういばる ちよこ）
英文科。沖縄県出身。桂が2回生の時、5回生。ガソリンスタンドでアルバイトしている。
小田くん（おだくん）
経済学部。尼崎市出身。上原とは同学年。プロボクサー。すぐにムキになるので、小池や野間たち後輩にからかわれる。桂のことを覚えられず、いつも小池たちに聞く。

### 高校時代の友人
高橋 愛（たかはし あい）
同じ高校に通っていた友人。埼玉県の農業大学に在籍。実家の家族とは不仲。自称「隻腕の美女」のとおり生まれつき左手の肘から先を欠いているが、日常の大抵のことは一人でこなす。毅然とした性格で、桂はその性格に憧れを寄せるが、同時に心配を感じることもある。大酒飲みでスモーカー。
立花 椿（たちばな つばき）
高橋愛とは幼児部（幼稚園）からの友人。そのため、桂と愛が仲良くし始めた頃は嫉妬していたこともある。短大卒業後、ながらく憧れていた花屋での仕事に就く。花屋の店主との間に愛を育み、一児をもうけ結婚。桂が大学を卒業する頃に第二子を妊娠した報せが届く。
羽生 かよ子（はにゅう かよこ）
他人の髪をいじるのが好き。霊感がある。高校時代の友人達のまとめ役的存在。短大卒業後、会社勤めをするが退職。現在は美容師の専門学校に通い、卒業後は、大阪にある友人の実家の美容室に勤める予定。

### 美術科の人々
美術科は一学年100人程度で、大きく分けて絵画教室・造形教室･芸術学教室の3つがある。絵画教室はさらに水彩画と油画の２つの専攻に分かれている。ここに登場する学生は油画教室伊達ゼミの生徒が多い。
中沢くん（なかざわくん）
和歌山県出身。桂の一年先輩。アマチュアミュージシャン。モトコーの中古レコードショップ「ブートレッグ」でアルバイトしている。崔によると卒業後もここにいる。同学年の志麻と仲が良く、よく一緒にギターを弾いている。漫画も結構好きで、鈴木と論争する場面からもうかがえる。
志麻くん（しまくん）
京都府出身。桂の一年先輩。長身で、お公家さん眉でチョンマゲがトレードマーク。見かけによらずファンシーグッズ好き。卒業後は、京都の呉服屋に勤める。
伊達先生（だてせんせい）
油画専攻・伊達教室担当。桂は3回生になり、このゼミに入る。現役デザイナーでもある。学生時代は仲間と京都で、劇団「雑人工場」の旗揚げをする。現在は脱退しているが、美術セットの材料費を出したり、ちょい役で出演している。桂を美術製作のお手伝いに誘う。
崔 月姫（チェ ウォルヒ）
神戸市長田区出身。桂の一年先輩。韓国系日本人三世で差別を受けた辛い過去を持つ。明るく気さくな人柄で、人気者。服飾デザイナー志望で、ネットで「かぐや姫」というお店を開いている。志麻と仲が良いので、周囲から「付き合っているのでは？」と質問されるも否定する。卒業後、手をつないでいる所を目撃され、交際が発覚。卒業後は、大阪の十三でショップ店員勤務。
山内 三郎（やまうち さぶろう）
実家はツバメ運輸という運送業。料理が得意で、たまにゼミで手作りお菓子を振舞う。常に散漫な斉藤の保護者的友人。5巻第1刷の41ページでは、「内村くん」と書かれている。
斉藤 行次（さいとう ゆきつぐ）
宝塚市出身。あだなは「いくじ」。リアクションが遅く、天然ボケな男子。学年でもトップクラスの画力の持ち主で、卒業制作展示コンテストでは「技能賞」を受賞。卒業後は、西区のコンピューターソフト会社に就職。
帆津さん（ほづさん）
神戸市東灘区出身。物静かで儚げな外見。押しの強い鈴木には苦手意識を持っている。長年付き合っている一歳年上の彼氏がいる。卒業後は、彼氏がいる名古屋で「専業主婦」。
持田 さや（もちだ さや）
大阪府出身。クールで舌鋒鋭い。テーマパーク巡りが趣味。恋多き田口の世話を焼く。謎の彼氏がいる（趣味が宗教らしい）。鈴木、斉藤に次ぐ画力の持ち主で、卒業制作展示コンテストでは「特別審査員賞」受賞。卒業後は、印刷所に就職。
田口 里穂（たぐち りほ）
尼崎市出身。自由きままで、恋多き女子。持田曰く、芸能人に例えると「いそのきりこ」。恋愛話が大好きで、伊達ゼミ女子たちに話を振るも、持田に煙にまかれオチにされる。伊達ゼミでは、利藤と杉坂がお気に入り。就職が決まらず、卒業後も無職。
川田 一（かわだ はじめ）
神戸市北区出身。かに座、B型。PCが得意で、ゲーム関係のグラフィッカー志望。早くに就職を決めた。
杉坂 惣太（すぎさか そうた）
高砂市出身。15歳から寝酒を欠かしたことがないと言うが、飲んでいる酒は「女が飲むような物」。よく利藤をからかうが、大学をサボりがちな彼を気にする。
利藤くん（りとうくん）
パチンコが趣味で学校行事に熱心ではなく、単位不足のため留年。ミュージシャンの名前が入ったTシャツをよく着ている。
神戸さん（かんべさん）
妻子がいる藍染職人。デザインの勉強をするために入学。2年ごとに一学年ずつ進むよう、気長に通っている。
常久 初子（つねひさ ういこ）
大阪府出身。桂の一年後輩。おっとりした外見とは裏腹に、趣味は「土日のパチンコ」で帳面をつけるほど入れ込んでいる。同級生の甲賀が好き。
後藤 深津紀（ごとう みつき）
明石市出身。桂の一年後輩。長身で、長いタバコを好む。マイペースな性格。
嶺くん（みねくん）
神戸市北区出身。桂の一年後輩。甲賀とは幼馴染。お調子者で盛り上げ役だが、女性の扱いが上手で紳士的な一面も。
甲賀くん（こうがくん）
神戸市北区出身。桂の一年後輩。忘れ物が多く、常久の気持ちにも気づかないので、周囲からは子供扱いされている。
窪島くん（くぼしまくん）
桂が3回生の時点で、6回生（4年次）。女性のような外見だが、女性経験はかなり豊富。鈴木曰く「季節ごとに彼女が変わる。」

### その他の大学の人々
伏見 淳美（ふしみ じゅんみ）
滋賀県近江八幡市出身。経済学部経済学科。地元の短大卒業後に入学したので、桂より2歳年上。「古典美術」、「マスメディア論」で一緒に講義を受ける。普段はおっとりとしているが、講義が始まると顔つきが変わるくらい勉強熱心。桂とは「読書友達」で、会うたびに本を交換している。旧家のお嬢様で、親戚の男性が許婚。後に、大学院進学とその許婚との結婚が決まった。
海棠 敦子（かいどう あつこ）
経済学部。桂と同級生で体育の授業で仲良くなる。喋りのテンポがよく、一年後輩の花岡とのやり取りは漫才のごとし。父親が勝手に再婚していたことをこぼす。妹がいる。
成美 知枝（なるみ ちえ）
文学部。桂より一年後輩で体育の授業で仲良くなる。バレー部所属の身長180cm。両親が離婚しているので、家庭環境が似ている海棠を気遣う。
花岡くん（はなおかくん）
文学部。桂より一年後輩で体育の授業で仲良くなる。食欲旺盛でボケ担当。一年先輩の海棠とは漫才コンビのように息が合う。
Eric・Weis（エリック・ワイス）
フランスからの留学生。博士課程・社会人類学専攻。林と同じゼミの親友。話す日本語が女性的なのは、彼女に日本語を習うから。女性に優しいので、桂曰く「少々危険人物かもしれない。」

## 単行本
- 木村紺 『神戸在住』 講談社〈アフタヌーンKC〉、全10巻[1]。
  1. 1999年8月20日発売、ISBN 4063211045
  2. 2000年7月21日発売、ISBN 4063211169
  3. 2001年6月22日発売、ISBN 406321124X
  4. 2002年5月23日発売、ISBN 4063211371
  5. 2003年4月23日発売、ISBN 4063211487
  6. 2004年4月23日発売、ISBN 4063211606
  7. 2005年2月23日発売、ISBN 4063211673
  8. 2006年2月23日発売、ISBN 4063211754
  9. 2006年11月22日発売、ISBN 4063211819
  10. 2008年1月23日発売、ISBN 4063211827

## 映像化
阪神・淡路大震災20年・サンテレビジョン開局45周年記念事業作品としてテレビドラマ化され、震災発生20年を迎える2015年1月17日に同局にて90分の作品（本編77分）がゴールデンタイムに放送された。その後順次関東・中部・関西各エリアの独立系12局で放送のほか、放送日と同時に映画『劇場版 神戸在住』（本編96分）として劇場公開された。地上波放送のテレビドラマと劇場用映画が同時に公開される試みは国内では初めてで、テレビドラマ版と映画版では登場人物の視点が異なる。オール神戸・阪神間ロケにて制作され、神戸を舞台とした映画『She's Rain』を手がけた同地在住の白羽弥仁が監督した。原作と同じく、こちらは実名で神戸山手学園が撮影に協力した。
原作とは時代設定などが異なり、2015年が舞台。主人公の桂は阪神・淡路大震災の2日後に生まれたという設定で、ストーリーは日和洋次のエピソードを中心に再構成され、阪神・淡路大震災や東日本大震災についても言及されている。

### キャスト
- 辰木桂 - 藤本泉
- 日和洋次 - 菅原永二
- 泉海洋子 - 浦浜アリサ
- 鈴木タカ美 - 松永渚
- 金城和歌子 - 柳田小百合
- 小西健 - 松尾貴史
- 合田和名 - 田中美里（友情出演）
- 早坂兵衛 - 仁科貴
- 林浩 - 上田康人
- 辰木さなえ - 愛華みれ
- 武内真弓 - 竹下景子

### スタッフ
- 監督 - 白羽弥仁
- 原作 - 木村紺
- 脚本 - 安田真奈
- 音楽 - 妹尾武
- 主題歌プロデュース - 犬飼伸二
- 主題歌 - 宮崎奈穂子「あのとき」作詞 宮崎奈穂子 /  作曲 犬飼伸二
- 製作総指揮 - 朝日義治
- 製作者 - 門前喜康、石田好一、中村仁
- 企画プロデュース - 大西昭彦
- プロデューサー - 嶋田豪、高瀬博行
- 撮影 - 豊浦律子
- 照明 - 鈴村真琴
- 美術 - 嶋田良一
- 録音 - 松陰信彦
- 編集 - 渋谷陽一
- 助監督 - 落合俊一
- 制作担当 - 金子哲男
- ポスプロ - 日活撮影所、動画堂
- カラーグレーディング - IDC〜映像創作集団
- 後援 - 兵庫県、神戸市、神戸市教育委員会、神戸新聞社
- 特別協賛 - 学校法人神戸山手学園
- 協賛 - ミント神戸、神戸新聞会館、神戸製鋼所、東芝、三井住友銀行、池田泉州銀行
- ロケーションサポート - 神戸フィルムオフィス
- 製作著作 - サンテレビ
- 製作プロダクション・配給 - アイエス・フィールド

### ネット局
放送年は特記がなければ2015年
| 放送地域 | 放送局            | 放送日時            | 放送系列       | 備考                          |
| -------- | ----------------- | ------------------- | -------------- | ----------------------------- |
| 兵庫県   | サンテレビ 制作局 | 1月17日 20:00       | 独立局         | 3月15日 12:00 - 13:30に再放送 |
| 京都府   | KBS京都           | 1月17日 20:00       | 独立局         |                               |
| 三重県   | 三重テレビ        | 1月17日 20:00       | 独立局         |                               |
| 神奈川県 | テレビ神奈川      | 1月17日 18:30       | 独立局         | 1時間半先行放送               |
| 栃木県   | とちぎテレビ      | 1月17日 19:00       | 独立局         | 1時間先行放送                 |
| 群馬県   | 群馬テレビ        | 1月17日 19:00       | 独立局         | 1時間先行放送                 |
| 千葉県   | 千葉テレビ放送    | 1月17日 19:00       | 独立局         | 1時間先行放送                 |
| 岐阜県   | ぎふチャン        | 1月17日 21:00       | 独立局         |                               |
| 和歌山県 | テレビ和歌山      | 1月18日 14:00       | 独立局         |                               |
| 東京都   | TOKYO MX(MX2)     | 1月18日 19:00       | 独立局         |                               |
| 宮城県   | ミヤギテレビ      | 1月22日 25:29       | 日本テレビ系列 |                               |
| 埼玉県   | テレビ埼玉        | 1月24日 19:00       | 独立局         |                               |
| 岩手県   | 岩手朝日テレビ    | 2月7日 26:45        | テレビ朝日系列 |                               |
| 福井県   | 福井テレビ        | 2月20日 14:00       | フジテレビ系列 |                               |
| 静岡県   | 静岡第一テレビ    | 2月20日 26:36       | 日本テレビ系列 |                               |
| 福岡県   | 九州朝日放送      | 2月28日 26:47       | テレビ朝日系列 |                               |
| 福島県   | 福島中央テレビ    | 3月22日 13:55       | 日本テレビ系列 |                               |
| 石川県   | 北陸放送          | 5月22日 25:15       | TBS系列        |                               |
| 沖縄県   | 琉球放送          | 2016年1月25日 15:20 | TBS系列        |                               |